# Magdolna Nyári-Kovács
Magdolna Nyári-Kovács   (Budapest, 1 de juliol de 1921 - Budapest, 4 de maig de 2005) fou una tiradora d'esgrima hongaresa, especialista en floret, que va competir entre finals de la dècada de 1940 i començaments de la de dècada de 1960.
Durant la seva carrera esportiva va prendre part en tres edicions dels Jocs Olímpics d'Estiu, el 1952, 1956 i 1960. Als Jocs de Hèlsinki de 1952 fou vuitena en la prova del floret individual. El 1956, als Jocs de Melbourne, quedà eliminada en sèries en la mateixa prova. El millor resultat el va aconseguir el 1960, a Roma, on va guanyar la medalla de plata en la prova del floret per equips del programa d'esgrima.
En el seu palmarès també destaquen onze medalles al Campionat del món d'esgrima, cinc d'or, quatre de plata i dues de bronze, entre les edicions de 1948 i 1963.